# Chiesa dei Santi Rocco e Sebastiano (Palazzago)
La chiesa dei Santi Rocco e Sebastiano è il principale luogo di culto cattolico di Gromlongo frazione di Palazzago in provincia e diocesi di Bergamo; fa parte del vicariato di Mapello-Ponte San Pietro. Il 31 gennaio 1940 il vescovo Adriano Bernareggi, eresse canonicamente la parrocchia di Gromlongo, intitolandola ai santi Rocco confessore e Sebastiano martire.

## Storia
Un oratorio intitolato a san Rocco fu edificato nella località di Gromlongo nel 1487 per volontà e opera dell'abate commendatario dell'abbazia di Pontida Cardinal Bardo. Dalla relazione della visita pastorale di san Carlo Borromeo arcivescovo di Milano, si evince che la chiesa era sussidiaria di quella di san Giacomo a Pontida, aveva tre altari ed era gestida dai monaci di Pontida. I fedeli però di Gromlongo, chiesero al Borromeo di potersi smembrare da Pontida potendosi mantenere grazie al lascito testamentario di due pezzi di terra, che se lasciati come beneficio alla chiesa, avrebbe permesso il mantenimento di un prete per le celebrazioni liturgiche domenicali.
Il Seicento vide la ricostruzione del luogo di culto. I lavori iniziarono nel 1630 per terminare nel decennio successivo. La chiesa, in stile rinascimentale, fu consacrata il 21 novembre 1656 con l'intitolazione ai santi Rocco e Sebastiano.
Il doge Alvise Contarini concesse al vescovo di Bergamo Daniele Giustiniani il 21 novembre 1673 di decretare la chiesa a parrocchiale il 3 giugno 1673smembrandola da quella di san Giorgio a Pontida. Servirono tre anni per la conferma e il 31 gennaio 1940 il vescovo Adriano Bernareggi, eresse canonicamente la parrocchia di Gromlongo, intitolandola ai santi Rocco confessore e San Sebastiano martire. La facciata fu ultimata nel 1731 con la posa delle statue opere di Antonio Maria Pirovano.
Nel Novecento la chiesa fu ultimata e restaurata con lavori di mantenimento e ammodernamento.
Con decreto del 27 maggio 1979 del vescovo Giulio Oggiono la chiesa parrocchiale fu inserita nel vicariato di Mapello-Ponte San Pietro.

## Descrizione
L'edificio di culto, dal classico orientamento liturgico, è anticipato dal sagrato delimitato da muretti è caratterizzato dall'importante facciata in pietra arenaria di Mapello scolpita nel 1731 da Antonio Maria Pirovano.
La facciata è tripartita da lesene poste su alta zoccolatura e terminanti con capitelli d'ordine corinzio che reggono il frontone del timpano triangolare. La parte superiore ha una grande finestra rettangolare atta a illuminare l'aula. La facciata è completata dalle statue dei santi Rocco e Sebastiana.
L'interno a pianta a unica navata divisa da lesene in tre campate, complete di arcate sempre in pietra di Mapello. Vi sono due cappella, a sinistra quella dedicata alla Madonna del Carmine chiusa da una cancellata in ferro battuto e corrispondente quella di san Francesco con la pala d'altare inserita in una cornice in stucco.
La zona presbiteriale di misura inferiore alla navata è preceduta dal doppio arco trionfale sempre in pietra. Si presenta con volta a botte ed è illuminata da due finestre.